# Kazaky
KAZAKY（カザキー）は、ウクライナのダンスグループである。Kirill Fedorenko, Artur GasparとArtemy Lazarevの男性ダンサー3人とプロデューサーのOleg Zhezhelの4人で構成されている。シンセポップでエレクトロなダンスを得意とし、5.5インチ（約14cm）のピンヒールで踊るスタイルが特徴である。
Olegを中心に結成され2010年に活動を開始して以来、今日（こんにち）に至るまでに3枚のアルバムと数枚のシングルをリリースしている。
名称はコサックを意味する言葉と同じであるが、Kazaky Japan（日本語版公式ウェブサイト）では「それとは関係なく日本語(風＆起)から派生してその名を名付けたと彼ら自身は主張している」と記されている。

## 歴史

### 2010年 - 2011年
もともとこのグループは2010年の結成当初、Oleg Zhezhelを中心にKirill Fedorenko, Artur Gaspar, Stas Pavlovの4人で活動していた。2010年末にリリースされたファースト・シングル『In The Middle』が、Myway Dance Awardというコンペティションにおいてその年の最もめざましい発展を遂げた者へ贈られる「Breakthrough of the Year賞」に選ばれた。 
『In The Middle』のMVでは、初めは全員ボーイッシュな出で立ちで踊っていたが、曲の進行と共にピンヒールと黒いタイトな衣装という中性的な姿へと変身してみせ、人々を驚かせた。中性的な記号を孕んだダンスと衣装は人々の心を掴み、Youtubeの再生数は急速に伸びた。それからセカンド・シングル『LOVE』の、黒と白を基調とするミュージックビデオが公開され、人気を博す大きなきっかけとなった。
2011年6月にはDSquared² Menの2012年春秋コレクションでランウェイ・ショウを担当。翌月16日にはニューヨークのClub 57で全米デビュー記念公演を行い、同イベントを3枚目の新曲『I'm Just a Dancer』の初お披露目の場としたが、同年8月にStas Pavlovが脱退、Francesco Borgardが代役を務めた。

### 2012年 - 2013年
KAZAKYは『Dance and Change』と『Last night』のシングル2枚を世に出し、そののち2012年10月22日に『The Hills Chronicles』をリリース。これが自身のデビューアルバムとなった。
2012年、KAZAKYはマドンナの『ガール・ゴーン・ワイルド』のミュージックビデオにおいてバックダンサーのメンバーとして抜擢され、カメオ出演を果たしたことでKAZAKYが注目される大きなきっかけになった。
翌2013年2月26日にはFrancesco Borgatoがソロ活動開始のため脱退を表明（注釈4）、かつてのオリジナル・メンバーであるStas PavlovがFrancescoの脱退と同時にKAZAKYへ再加入、元の4人での再スタートを切った。StasはKAZAKYへ戻るとすぐに曲づくりを始め、ミュージックビデオのメイキングも率先して手掛けた。2013年3月4日に発売された『Crazy Law』がStas再出発後初のシングルである。これは二部構成のアルバム『I Like It』に収録する目的で作られた。『I Like It』の第一部はPart.1と銘打たれ、同年6月9日にリリース。次いで第二部は12月12日にリリースされた。『Touch Me』と『Doesn’t Matter』のシングル盤も年内に発売された。
『I Like It part.1』がリリースされたこの日は、同時にKAZAKYを創り上げたメンバーの門出の日となった。Oleg Zhezhelは自身のフェイスブックでKAZAKYとして踊るのではなく、Artur、Kirill、Stasをフォローアップし、振付などの面からプロデュースする立場をとることを表明した。この頃Olegは春の公演での膝の故障で出演を控えていた。これ以降KAZAKYは3人構成だが、Oleg は依然KAZAKYの一員であり、脱退したわけではない。公式HPのメンバー一覧にはOlegの名前が今も連ねられている。パフォーマンスが3人編成になったことについて、のちのインタビューにてArturが「いつになるかわからないけれど、Olegがいつでも戻ってこられるように、新しいメンバーは迎えないことにしているんだ」と語っている。

### 2014年以降
2014年にはミュージックビデオ『The Sun』『Magic Pie』『Pulse』と『Horizon』がリリースされた。9月29日にはThe Hardkissとのコラボを果たし、『Strange Moves』という楽曲をミュージックビデオと共にリリースした。このミュージックビデオにはOlegが特別にカメオ出演している。
The 
そしてオリジナルメンバーだったStas Pavlovがこの『Strange Moves』を最後に再び脱退。時を置かずして新たなメンバーが加入した。Artemy Lazarevである。KAZAKY加入前からDance Centre Mywayのダンサーとして活動しており、ハイヒールでのダンスに定評のある人物であった。彼が加入して以来2016年2月6日現在までに作られたミュージック・ビデオは『WHAT YOU GONNA DO』『MILK -CHOC』『YOUR STYLE』の3本である。